# Neurodegenerative Erkrankung
Als neurodegenerative Erkrankungen (altgriechisch νέυρο- néuro-, deutsch ‚Nerv[en]-‘ und lateinisch dēgenerāre ‚ausarten‘ oder ‚entarten‘) bezeichnet man eine Vielzahl von Erkrankungen, die durch den schrittweisen Untergang von Nervenzellen des zentralen Nervensystems gekennzeichnet sind.
Zu den häufigeren neurodegenerativen Erkrankungen zählen die Alzheimer-Krankheit, Parkinson-Krankheit und Chorea Huntington.

## Ursachen
Während einige dieser Krankheiten sporadisch auftreten, zeigt sich bei anderen eine starke erbliche Komponente. Trotz großer Forschungsbemühungen in den letzten Jahrzehnten konnten die Ursachen der meisten neurodegenerativen Erkrankungen noch nicht aufgeklärt werden.
Die Erkrankungen können in unterschiedlichen Lebensaltern auftreten, verlaufen diffus oder generalisiert und rufen charakteristische Schädigungsmuster am Nervengewebe hervor.

## Gemeinsamkeiten, Symptome und Therapie
Auf zellulärer Ebene lassen sich Mechanismen identifizieren, die in den meisten neurodegenerativen Erkrankungen zu Zellschädigungen beitragen. Hierzu zählen:
- Störungen der Proteinhomöostase: Fehlfaltung und Aggregation von Proteinen (z. B. Beta-Amyloid und Tau-Protein beim Morbus Alzheimer, alpha-Synuclein beim Morbus Parkinson, Huntingtin bei Chorea Huntington), Störungen im Abbau fehlgefalteter/aggregierter Proteine.
- Mutationen und Funktionsstörungen von Hitzeschockproteinen und Chaperonen
- übermäßiges Auftreten von Sauerstoffradikalen (erhöhter oxidativer Stress)
- Störungen der Mitochondrienfunktion
- Störungen im intrazellulären Transport zwischen Zellkörper und Synapsen
- Fragmentation des Golgi-Apparats
- Neurotrophin-Dysfunktionen
- lokale Entzündungsreaktionen (Neuroinflammation)

Diese Krankheitsmechanismen verstärken und bedingen sich gegenseitig. So können Sauerstoffradikale zur Veränderung einzelner Proteine führen, was wiederum die Fehlfaltung und Aggregation derselben begünstigt. Die Akkumulation dieser Proteine führt dann möglicherweise zum Zelluntergang was wiederum entzündliche Prozesse zur Folge haben kann.
Häufig beginnt die Neurodegeneration in abgrenzbaren Hirngebieten und breitet sich im Krankheitsverlauf aus. So beginnt der Morbus Parkinson mit einem Untergang dopaminproduzierender Nervenzellen im Mittelhirn, während erste Schädigungen bei der Alzheimer-Erkrankung im Gebiet des Hippocampus (medialer Temporallappen) auftreten.
Der fortschreitende Verlust von Nervenzellen führt zu verschiedenen neurologischen und psychiatrischen Symptomen. Hierzu zählen unter anderem Störungen des Gedächtnisses, der Sprache und Orientierung, der Motorik, der Stimmung und des Schlaf-Wach-Rhythmus. Je nach Art der zugrundeliegenden Erkrankung und Hauptlokalisation der Neurodegeneration können unterschiedliche Symptome im Vordergrund stehen. So zeigt sich bei Patienten mit frontotemporaler Demenz schon früh ein Wandel der Persönlichkeit und des Sozialverhaltens, während die Gedächtnis- und Orientierungsfähigkeit zunächst nicht eingeschränkt ist.
Momentan stehen für die meisten neurodegenerativen Erkrankungen keine Therapien zur Verfügung, welche die Ursache der neurodegenerativen Erkrankungen beheben würden. Für einige Erkrankungen existieren ausschließlich Therapien, welche die Symptome lindern (etwa L-Dopa beim M. Parkinson) oder den Krankheitsfortschritt hinauszögern (z. B. Cholinesterasehemmer beim sporadischen M. Alzheimer).

## Einteilung
Die Einteilung der neurodegenerativen Erkrankungen nach Mackenzie et al. erfolgt im Wesentlichen deskriptiv nach den Typen fehlgefalteter/aggregierter Proteine:

### Tauopathien
- Morbus Alzheimer (AD)
- Progressive supranukleäre Blickparese (PSP)
- Kortikobasale Degeneration (CBD)
- Silberkornkrankheit (AGD)
- Frontotemporale Demenz und Parkinsonismus des Chromosoms 17 (FTDP-17)
- Morbus Pick

### Synucleinopathien
- Morbus Parkinson (PD)
- Lewy-Körperchen-Demenz (LBD)
- Multisystematrophie (MSA)

### TDP-43 Proteinopathie
- Frontotemporallappen-Degeneration mit TDP-43 (FTLD-TDP)

### FUSopathien
- Frontotemporallappen-Degeneration mit FUS (FTLD-FUS)
- Neuronal intermediate filament inclusion disease (NIFID)
- Basophilic inclusion body disease (BIBD)

### Trinukleotiderkrankungen
- Chorea Huntington (HD)
- Spinobulbäre Muskelatrophie Typ Kennedy (SBMA)
- Friedreich-Ataxie
- Spinozerebelläre Ataxie (SCA)
- Dentatorubro-Pallidoluysische Atrophie (DRPLA)

### Prionenerkrankungen
- Creutzfeldt-Jakob-Krankheit
- Gerstmann-Sträussler-Scheinker-Syndrom
- Tödliche familiäre Schlaflosigkeit
- Kuru

### Motoneuronerkrankungen
- Amyotrophe Lateralsklerose (ALS)
- Primäre Lateralsklerose
- Spinale Muskelatrophie (SMA)

### Neuroaxonale Dystrophien
- Infantile Neuroaxonale Dystrophie (Seitelberger-Krankheit)
- Neurodegeneration mit Eisenablagerung im Gehirn (NBIA)

### Unklassifiziert
- CANVAS (Cerebellar ataxia, neuropathy, vestibular areflexia syndrome)
- Familiäre Enzephalopathie mit Neuroserpin-Einschlüssen
- Frontotemporallappen-Degeneration mit Ubiquitin-Proteasom-System (FTLD-UPS)
- Gluten-Ataxie
- Mohr-Tranebjaerg-Syndrom